# Paspalum arsenei
Paspalum arsenei är en gräsart som beskrevs av Mary Agnes Chase. Paspalum arsenei ingår i släktet tvillinghirser, och familjen gräs. Inga underarter finns listade i Catalogue of Life.